# Бьянко, Габриэль
Габриэль Бьянко (фр. Gabriel Bianco, 25 апреля 1988 года, Париж, Франция) — французский гитарист, лауреат международных конкурсов.

## Биография
Габриэль Бьянко начал изучать игру на гитаре в возрасте 5 лет под руководством отца. В двенадцать лет выступил на канале Mezzo в передаче «Musiciens en herbe». В 2002 году он участвовал в постановке студии Théâtre fragile. В пятнадцать лет музыкант дал свой первый публичный сольный концерт.
В девять лет Габриэль Бьянко приступил к занятиям в системе Парижской Консерватории (фр. Conservatoire National de Région, у Рамона де Эррера). В шестнадцать лет поступил в класс Оливье Шассэна (а позже учился у Judicaël Perroy в магистратуре) в Парижской Консерватории (фр. Conservatoire National Supérieur de Musique et de Danse de Paris).
Победитель многочисленных международных конкурсов гитаристов. Гастролировал в странах Северной Америки (США, Канада, Мексика), в Азии (в Китае, Индии, Таиланде, Восточном Тиморе), Южной Америке (в Колумбии, Бразилии, Перу), практически во всех европейских странах. Постоянный участник международных фестивалей. Музыкант неоднократно презжал в Россию с концертами. Габриэль Бьянко выступал на Румынском TVR Cultura, France Musique (цикл передач «Gaëlle le Gallic»), CBC Canada, SRR Radio Romania. Выступает в составе квартета гитаристов Quatuor Eclisses.
Музыкант играет на инструментах «Savarez/Correlli» и «Karura» работы Flight Case.

## Преподавательская деятельность
Габриэль Бьянко преподает на двух региональных отделениях Парижской консерватории: имени Мориса Равеля и имени Жана-Филиппа Рамо.

## Награды[8]
- 2005. Международный конкурс в Сернаселье. Диплом 1 степени.
- 2006. Международный конкурс в Иль-де-Ре. Диплом 1 степени.
- 2006. Международный конкурс в Вене. Диплом 1 степени.
- 2006. Международный конкурс в Тыхах. Диплом 1 степени.
- 2008. Конкурс Guitar Foundation of America в США. Диплом 1 степени.
- 2008. Международный конкурс в Мадриде. Диплом 1 степени.

## Дискография
- Quatuor Eclisses. Invitation française: Debussy, Ravel, Bizet, Saint-Saëns ou Fauré. 2015.
- Quatuor Eclisses. Regondi, Giulio; Barrios, Agustin Mangore; Sor, Fernando; Bach, Johann Sebastian. 2010.
- Gabriel Bianco. Guitar Recital: Mertz, Johann Kaspar; Bach, Johann Sebastian; Koshkin, Nikita. Naxos. Catalogue: 8.572306. 2009.
- Gabriel Bianco in Concert. Guitar Foundation of America Winner. DVD. Mel Bay Publications, Inc. 2008.